# Assemblée générale de l'Union astronomique internationale de 2018
30e assemblée générale de l'Union astronomique internationale
La 30e assemblée générale de l'Union astronomique internationale s'est tenue du 20 au 31 août 2018 à l'Austria Center Vienna, à Vienne, en Autriche.

## Organisateur

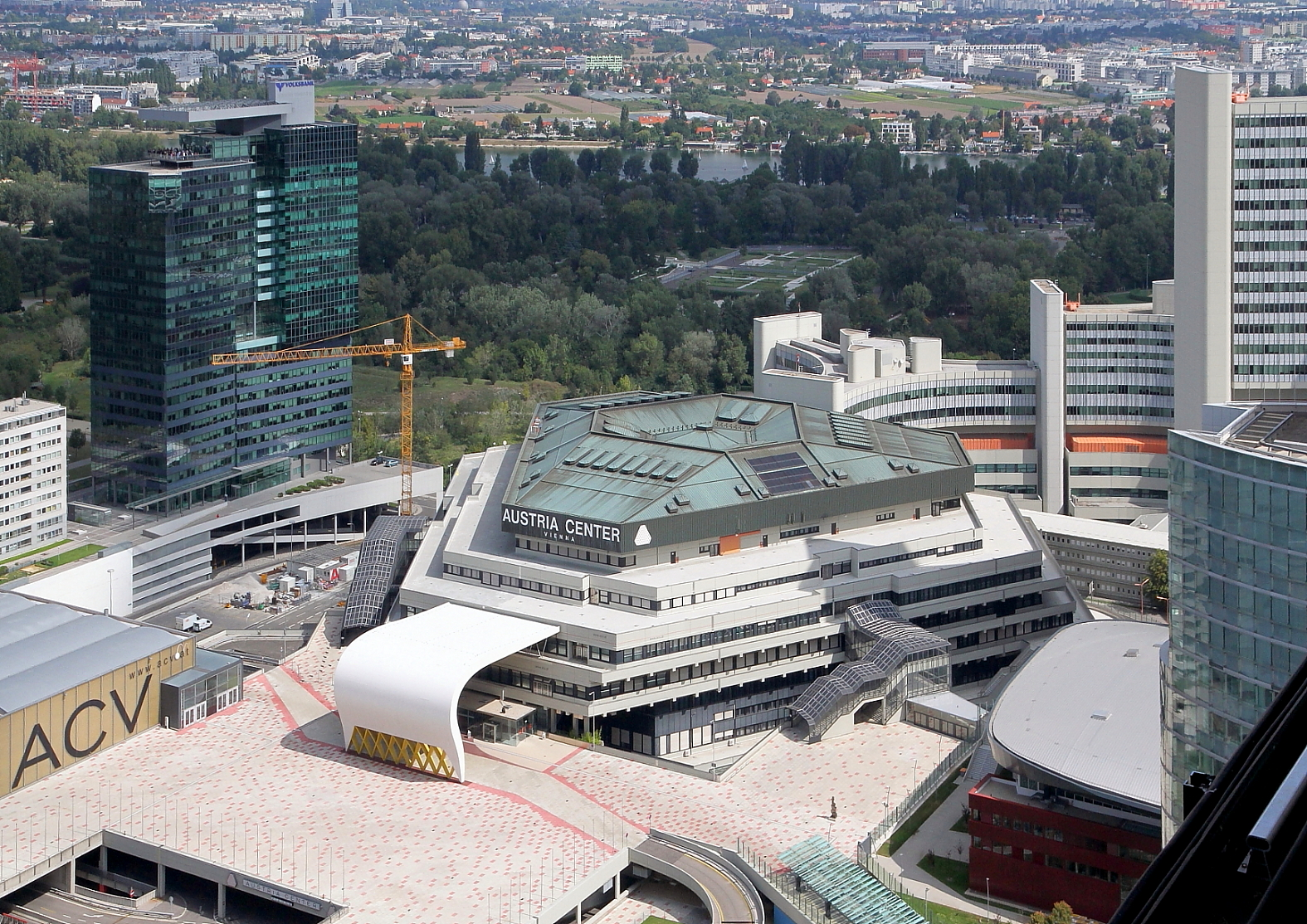
L'Austria Center Vienna.

Vienne, la capitale de l'Autriche, a été sélectionnée lors de l'assemblée générale de 2012 pour organiser l'assemblée générale de 2018. 2018 représente par ailleurs le dixième anniversaire de la pleine adhésion de l'Autriche à l'Observatoire européen austral (ESO).

## Résolutions
Les résolutions qui ont été votées lors de cette assemblée générales sont les suivantes :
- Résolution A1 sur le plan stratégique de l'UAI 2020-2030[3],[4];
- Résolution B1 sur les systèmes et repères de référence géocentriques et terrestres internationaux[5] ;
- Résolution B2 sur la troisième réalisation du Repère de référence céleste international[6] ;
- Résolution B3 sur la préservation, la numérisation et l'exploration scientifique des données astronomiques historiques[7] ;
- Résolution B4 sur la suggestion de renommer la loi de Hubble[8].

Toutes ont été approuvées.

## Nouveaux membres
Lors de cette assemblée générale, dix nouveaux pays ont adhéré à l'UAI, portant le nombre de pays membres à 83.

## Nouveau bureau exécutif
Comme tous les trois ans, le nouveau comité exécutif de l'Union astronomique internationale a pris ses fonctions à l'issue de cette assemblée générale.
Ewine F. van Dishoeck, précédente présidente-élue, succède à Silvia Torres-Peimbert à la présidence de l'UAI. Debra Elmegreen, jusqu'alors vice-présidente de l'UAI, devient la nouvelle présidente-élue. Maria Teresa V. T. Lago, jusqu'alors secrétaire générale assistante, remplace Piero Benvenuti au poste de secrétaire général de l'UAI. Ian Robson hérite du poste de secrétaire général assistant.